# Sivý kameň

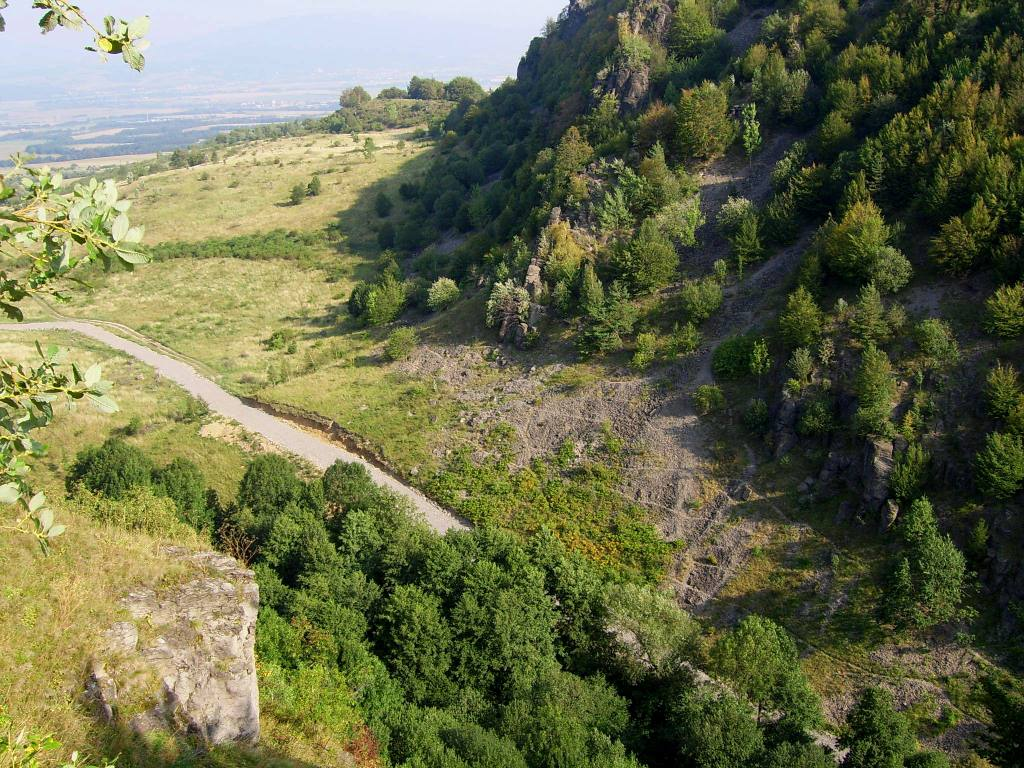
Widok na zbocze Krivá skala

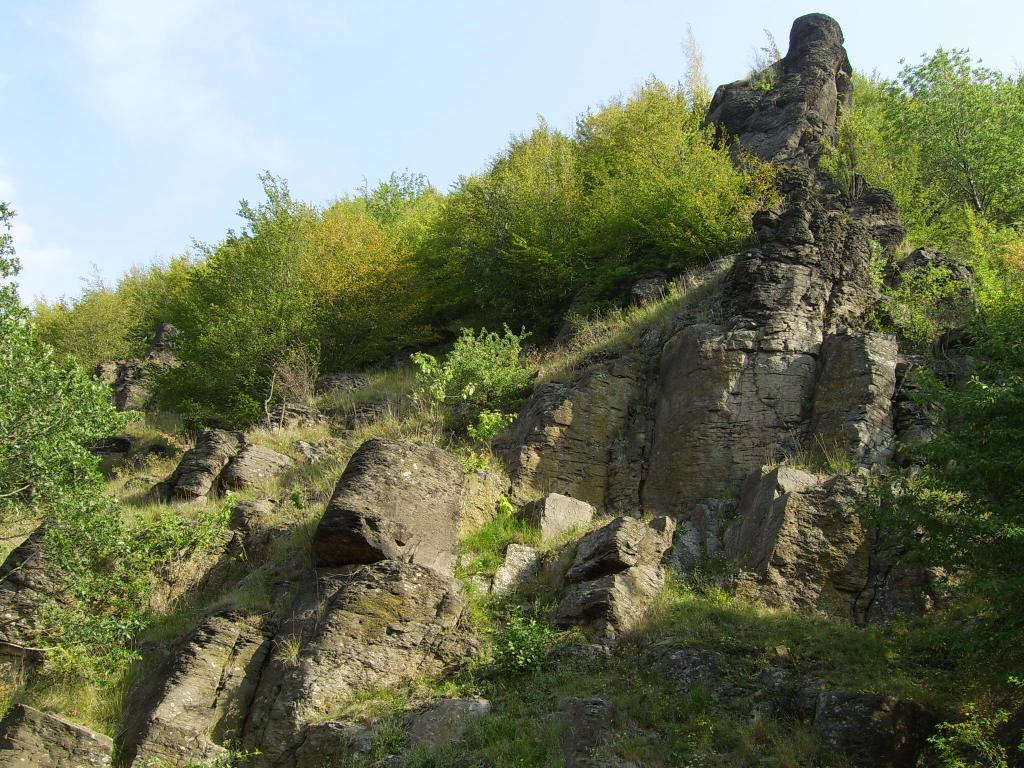
Zbocze Krivá skala, skalne stopnie i wieże

Sivý kameň (słow. Sivý kameň) – obszar chroniony w miejscowości Podhradie u podnóży gór Ptacznik na Słowacji. Powierzchnia wynosi 13,8 ha.
Pomnik ustanowiono w 1973 r. (nowelizacja w 1975 r.). Obowiązuje 4. stopień ochrony.
Ochronie podlega rzeźba terenu (formy skalne utworzone z andezytu), siedlisko chronionych gatunków roślin oraz ruiny średniowiecznego zamku Sivý kameň.
Nazwa Sivý kameň pochodzi od szarego koloru andezytu.
W granicach ochrony znajdują się: stożkowe wzgórze Sivý kameň (z ruinami zamku), o wysokości ok. 45 m (od południa) i ok. 80 m (od północy) oraz skalne zbocze Krivá skala, o długości ok. 600 m i wysokości do 60 m. Obie części rozdziela przełomowa dolina potoku Tapkov. Na wzgórzu (od S) wyraźnie zaznaczają się powierzchnie ciosowe, dzielące skałę na „słupy” o ponad metrowej grubości. Widoczne są także liczne szczeliny. Zbocze Krivá skala tworzy stroma skalna skarpa oraz liczne skalne stopnie i wieże. U podnóża zbocza w efekcie grawitacyjnych ruchów na stoku utworzyło się rumowisko skalne.
Skałki stanowią pozostałość po andezytowym potoku lawowym, który pojawił się w efekcie wybuchu stratowulkanu Vtáčnik ok. 12 mln lat temu (neogen).
Do ruin zamku prowadzi wytyczona ścieżka. Ze szczytu wzgórza rozciąga się widok głównie w kierunku zachodnim, na część Górnonitrzańskiej Kotliny (Hornonitrianská kotlina) i Góry Strażowskie (Strážovské vrchy).